# 9879 Mammuthus
9879 Mammuthus è un asteroide della fascia principale. Scoperto nel 1994, presenta un'orbita caratterizzata da un semiasse maggiore pari a 2,3824320 UA e da un'eccentricità di 0,2476067, inclinata di 3,70162° rispetto all'eclittica.